# 경기도의 분할
경기도의 분할(京畿道의 分割)은 대한민국에서 인구가 제일 많은 광역행정구역인 경기도를 여러 도로 분할하자는 것이다. 현재 남북으로 경기북부와 경기남부를 각각 경기북도와 경기남도로 분할할 것이 제안되고 있다. 경기북부와 경기남부의 인구는 각각 대한민국의 어느 다른 도 보다 많으며, 경기남부의 인구는 서울특별시보다 조금 많고 경기북부의 인구는 부산광역시보다 조금 많다.

## 역사
조선시대에는 양평군(정확히는 양근군과 지평군)을 포함하고 오늘날의 강화군(교동군 포함)을 제외한 남부지역을 경기좌도로, 북부(강화군, 교동군
포함)를 경기우도로 나누어 관할하기도 하였다. 그러나 13도제가 시행될 때 분도가 되지 않았다.
서울 광화문 근처인 의정부 옛터(세종로 76-2)에 있던 경기도청이 1967년 6월 23일 수원시로 옮기면서, 같은 해 7월 1일에 현재의 경기도청 북부청사의 전신인 경기도청 북부출장소가 의정부시에 설치되었다.
2000년 2월 25일에 경기도청 북부출장소가 경기도청 제2청사로 승격하였고, 2013년부터 경기도청 제2청사에서 북부청사로 개칭되었다. 2016년 3월 25일에 경기지방경찰청은 경기남·북부 지역의 독립 치안 업무를 수행하는 경기남부지방경찰청과 경기북부지방경찰청으로 분리하였다.

## 남북 분할 주장
1991년부터 본격적으로 제기되기 시작했다. 1992년 대선에서는 주요 후보였던 김영삼과 김대중이 모두 대선 공약으로 내걸었다.
2011년에는 경기북부에 독립된 지방경찰청을 설치할 수 있도록 하는 경찰청법 개정안이 2건 발의되어 같은 해 12월에 국회 본회의에서 의결되었으며, 2016년 3월 25일에 경기도북부지방경찰청이 신설되어, 경기도 수원시에 위치한 기존의 경기지방경찰청이 경기도남부지방경찰청으로 개칭하였다.
2017년 5월에는 경기도를 경기남도와 경기북도로 분할하는 법률안이 국회의원 12명의 서명으로 발의되었다.
2020년대부터는 경기북부를 특별자치도로 해야한다는 주장이 나오고 있다. 김동연 도지사는 2023년 비전 수립과 공론화 과정을 거쳐 2025년까지 특별법 제정과 보완을 완료한 후 2026년까지 출범을 준비하여 2026년 7월 1일에 출범한다는 청사진을 내놓았다 그러나 특별자치도는 특혜가 부여되는 행정구역으로서 이에 대한 타 지역의 동의가 결여되어 있는 상태이다.
2023년에 김포시가 이에 반발해 윤석열 정부의 집권 여당이었던 국민의힘을 중심으로 서울특별시 확장 논의가 촉발되었고, 경기도는 김포시가 원하면 분도에선 빠질 수 있으나 서울 편입은 반대한다는 입장을 밝혔다.

### 경기북부특별자치도의 새 이름 대국민 공모전
2024년 경기도청은 경기북부특별자치도의 새 이름을 공모한다고 밝혔고 10개 후보 중 2024년 5월 1일 평화누리특별자치도가 선정되어 석창우 화백이 행사 코너에서 서예로 글씨를 써서 공개하는 등의 행사를 통해 발표하였다.
이후 '평누도'의 어감과 남북 대립으로 인해 평화누리가 적절한지 여부 등에 대한 비판이 제기되었다.

## 4개 도 분할 주장
1988년에는 경기도를 경기동도, 경기서도, 경기남도, 경기북도 등의 4개도로 분할할 것이 제안되기도 하였다.

## 같이 보기
- 경기도
- 경기남부
- 경기북부
- 경기도남부경찰청
- 경기도북부경찰청
- 경기도 북부소방재난본부
- 경기북부병무지청